# Erdélyi szász evangélikus püspökök listája

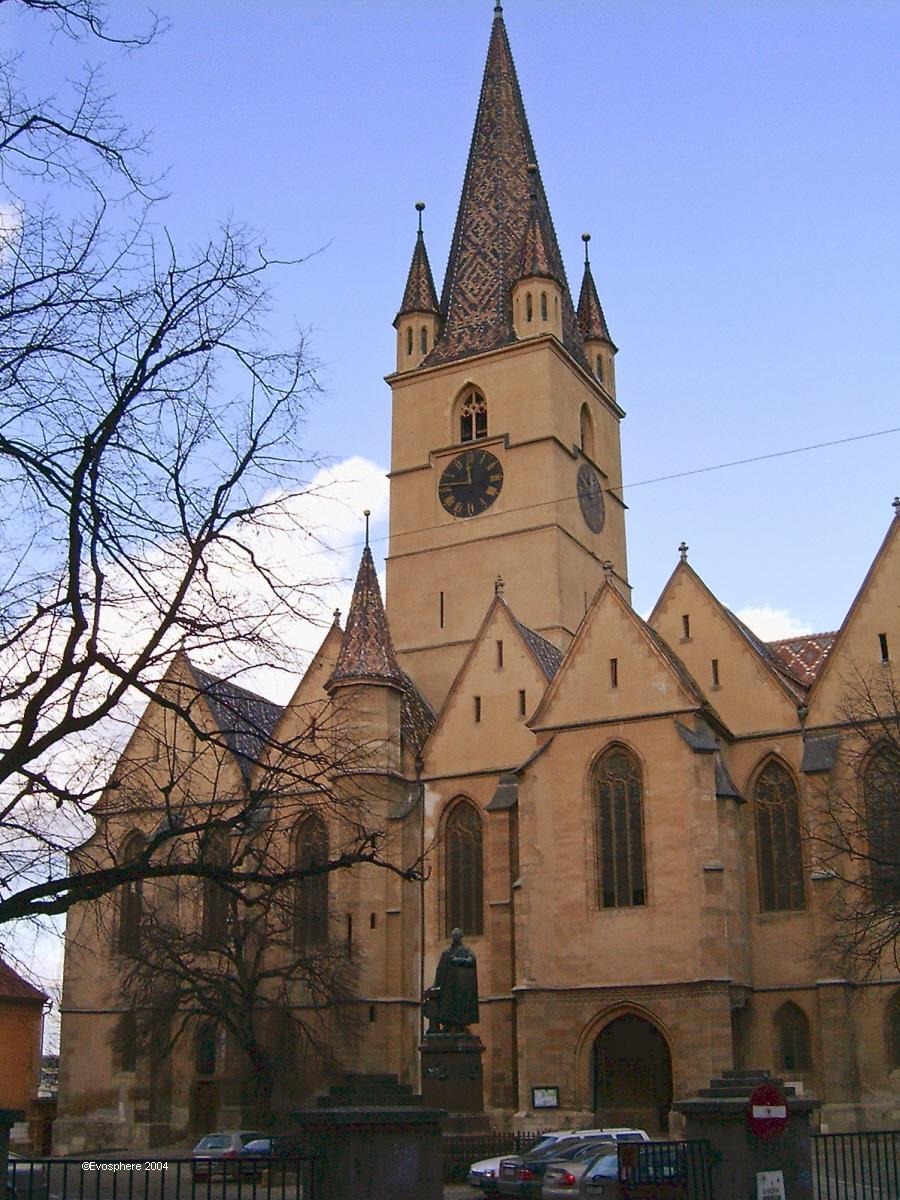
A nagyszebeni evangélikus székegyház

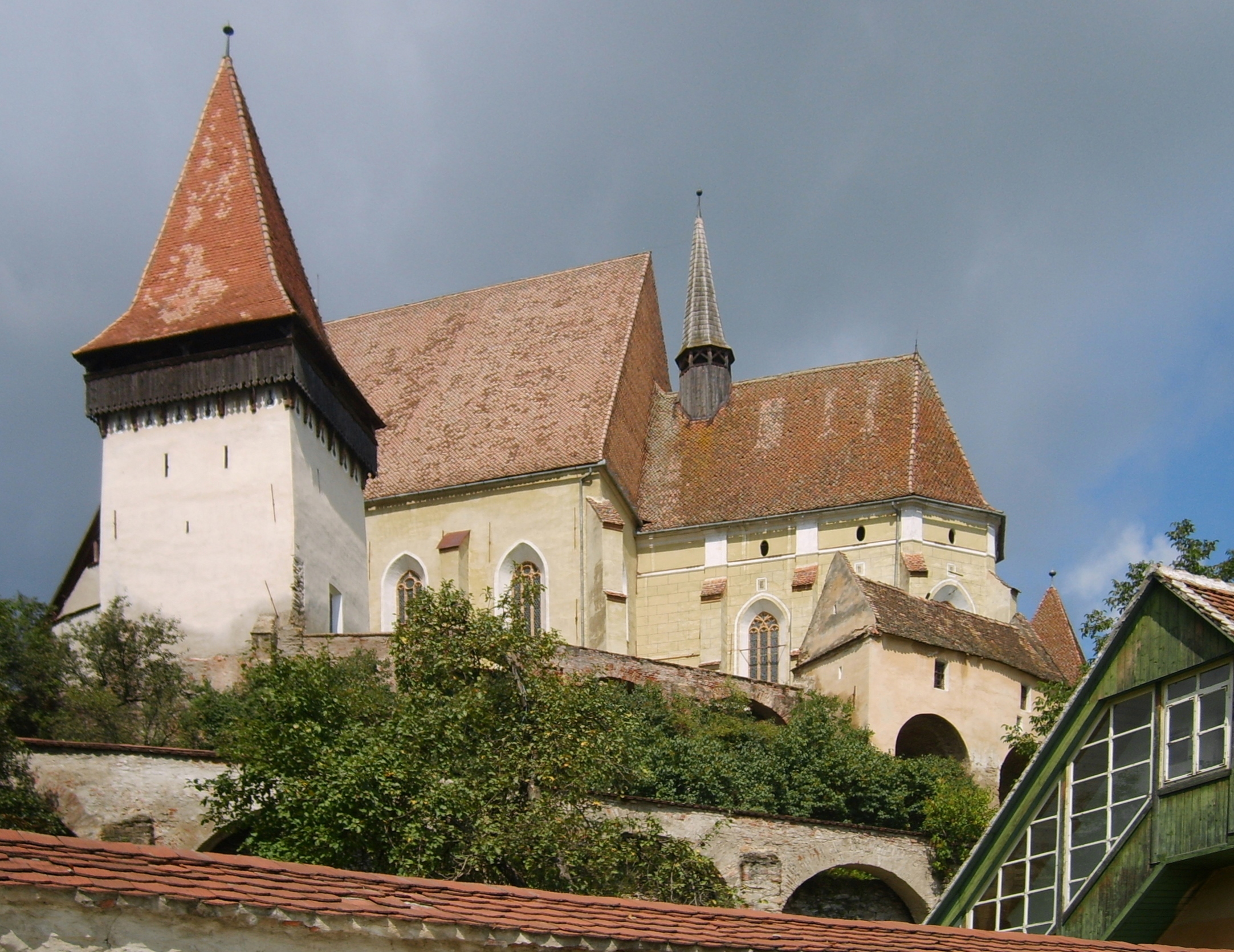
A berethalmi erődtemplom

Az alábbi lista az erdélyi szász evangélikus püspököket, más néven szuperintendenseket tartalmazza, hivatali idő szerinti sorrendben:
| Név                         | Szolgálati idő | Megjegyzés |
| --------------------------- | -------------- | --- |
| Paul Wiener                 | 1553–1554      | |
| Mathias Hebler              | 1556–1571      | |
| Lucas Unglerus              | 1572–1600      | |
| Mathias Schiffbaumer        | 1601–1611      | |
|                             | 1611–1613      | a püspöki teendőket Johann Budaker berethalmi lelkész látta el, de az akkori zavaros állami viszonyok közt szuperintendenssé választása nem történhetett meg |
| Zacharias Weyrauch          | 1614–1621      | |
| Franz Graffius              | 1621–1627      | |
| Georg Theilesius            | 1627–1646      | |
| Christian Barth             | 1647–1652      | |
| id. Lukas Hermann           | 1652–1666      | |
| Paul Zekelius               | 1666           | |
| Stephan Adami               | 1666–1679      | |
| Bartholomäus Bausner        | 1679–1682      | |
| Christian Haas              | 1682–1686      | |
| Michael Pancratius          | 1686–1690      | |
| ifj. Lukas Hermann          | 1691–1707      | |
| Andreas Scharsius           | 1708–1710      | |
| Georg Krauss                | 1711           | |
| Lukas Graffius              | 1711–1736      | |
| Georg Haner                 | 1736–1740      | |
| Jakob Schunn                | 1741–1759      | |
| Georg Jeremias Haner        | 1759–1777      | |
| Andreas Funk                | 1778–1791      | |
| Jakob Aurelius Müller       | 1792–1806      | |
| Daniel Georg Neugeboren     | 1806–1822      | |
| Daniel Graeser              | 1822–1833      | |
| Johann Bergleiter           | 1833–1843      | |
| Georg Paul Binder           | 1843–1867      | |
| Georg Daniel Teutsch        | 1867–1893      | |
| Friedrich Müller            | 1893–1906      | |
| Friedrich Teutsch           | 1906–1932      | |
| Viktor Glondys              | 1932–1941      | |
| Wilhelm Staedel             | 1941–1944      | |
| Viktor Glondys              | 1944–1945      | második püspöksége |
| Friedrich Müller-Langenthal | 1945–1969      | |
| Albert Klein                | 1969–1990      | |
| Christoph Klein             | 1990–2010      | |
| Reinhart Guib               | 2010–          | |